# Un cœur à prendre (film, 2017)
Pour plus de détails, voir Fiche technique et Distribution.
Un cœur à prendre, Bienvenue à la maison au Québec (Home Again), est un film américain écrit et réalisé par Hallie Meyers-Shyer, sorti en 2017.

## Synopsis
Alice Kinney, une mère célibataire vivant à Los Angeles, a changé sa vie de façon inattendue quand elle permet à trois jeunes cinéastes en herbe, rencontrés lors de son anniversaire, d'emménager avec elle. Elle tombe rapidement amoureuse d'un des leurs, Harry. Mais son idylle naissante est chamboulée par l'arrivée inattendue de son ex-mari producteur de musique, Austen.  

## Fiche technique
- Titre original : Home Again
- Titre français : Un cœur à prendre
- Titre québécois : Bienvenue à la maison
- Réalisation et scénario : Hallie Meyers-Shyer
- Direction artistique : Brianna Gorton
- Décors : Nicole Cates
- Photographie : Dean Cundey
- Montage : David Bilow
- Casting : Courtney Bright et Nicole Daniels
- Musique : John Debney
- Production : Nancy Meyers et Erika Olde
- Société de production : Black Bicycle Entertainment
- Société(s) de distribution : 
  -  États-Unis : Open Road Films (II)
  -  France : Metropolitan FilmExport
- Budget : 12 millions $[1]
- Pays d'origine :  États-Unis
- Langue originale : anglais
- Format : couleur
- Genre : comédie romantique
- Durée : 97 minutes
- Dates de sortie : 
  -  États-Unis : 8 septembre 2017
  -  France : 21 juin 2018 (DVD)

## Distribution
- Reese Witherspoon (VF : Laura Blanc ; VQ : Aline Pinsonneault) : Alice Kinney
- Pico Alexander (VQ : Maël Davan-Soulas) : Harry Dorsey, l'un des trois cinéastes aspirants
- Jon Rudnitsky (VQ : Hugolin Chevrette) : George Appleton, l'un des trois cinéastes aspirants
- Nat Wolff (VQ : Xavier Dolan) : Teddy Dorsey, l'un des trois cinéastes aspirants
- Michael Sheen (VQ : François Godin) : Austen Blume, le mari d'Alice
- Candice Bergen (VQ : Anne Caron) : Lillian Stewart
- Lake Bell (VQ : Mélanie Laberge) : Zoey
- Reid Scott (VQ : Martin Watier) : Justin Miller
- Lola Flanery (VQ : Marine Guérin) : Isabel
- P. J. Byrne (VQ : Tristan Harvey) : Paul
- Eden Grace Redfield : Rosie Blume-Kinney
- Dolly Wells : Tracy
- Jen Kirkman : Kori
- Michael Cyril Creighton : Brad
- Hank Chen : Jason Greene
- Alex Alcheh : Jason A.

 Source et légende : version française (VF) sur RS Doublage
 Source et légende : version québécoise (VQ) sur Doublage.qc.ca

Photos des acteurs principaux
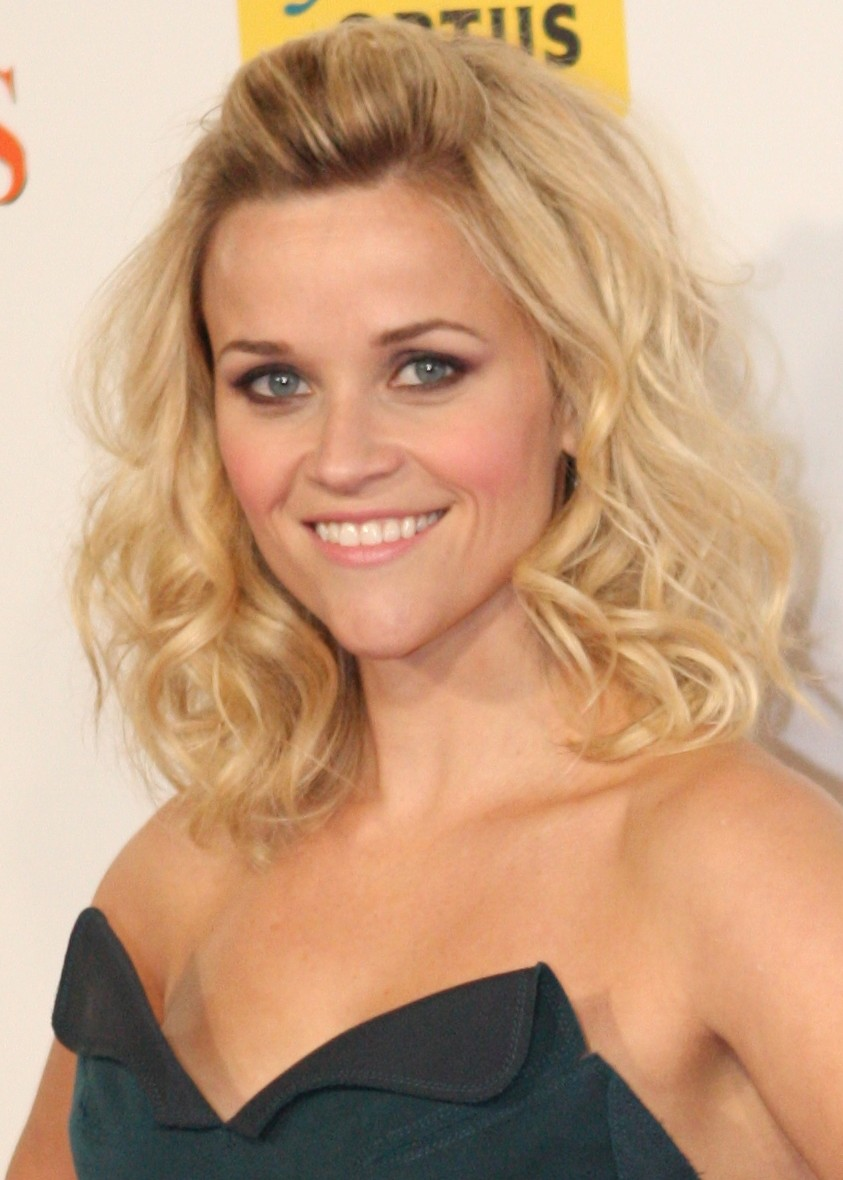
Reese Witherspoon interprète Alice Kinney.
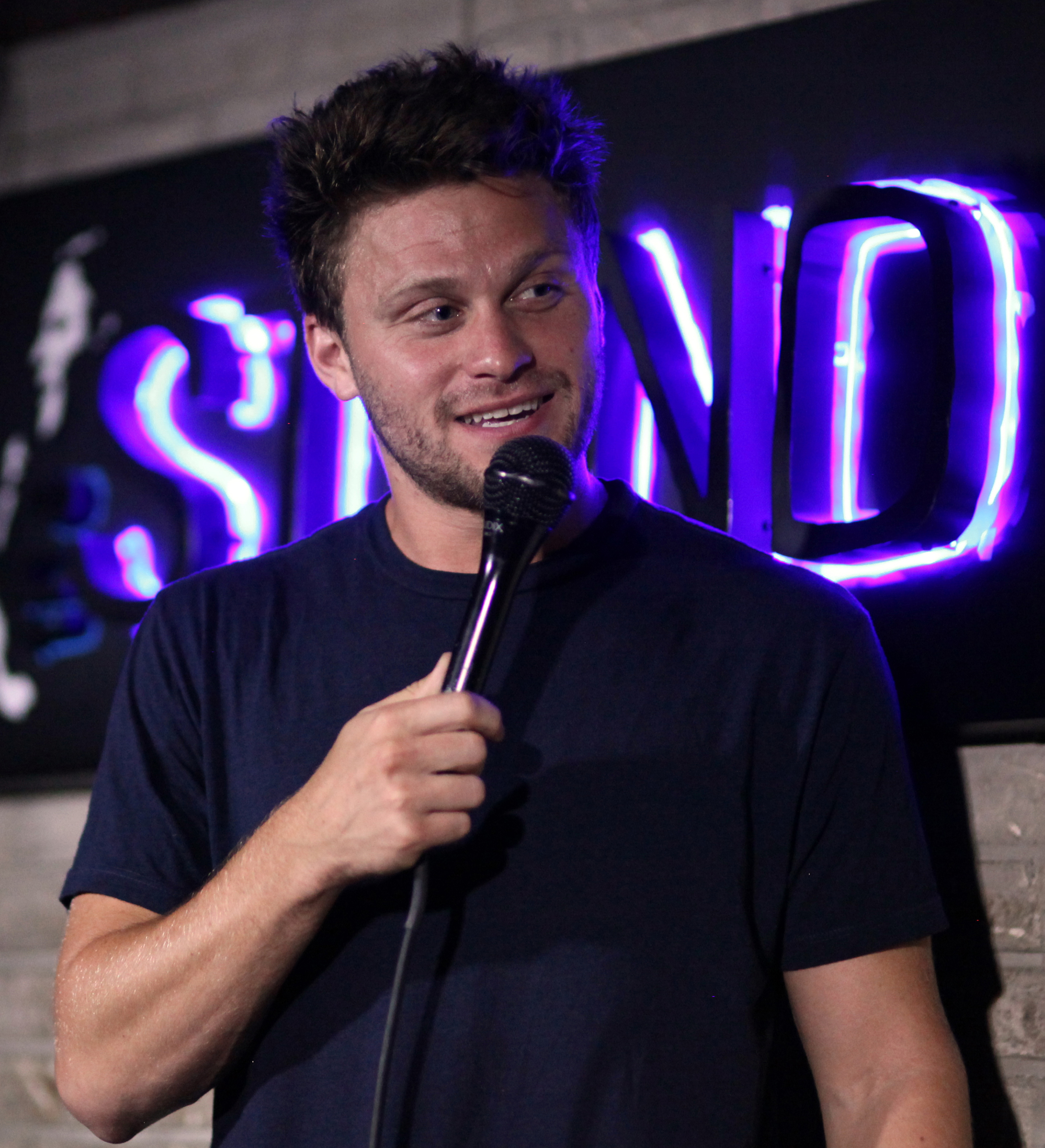
Jon Rudnitsky interprète George.
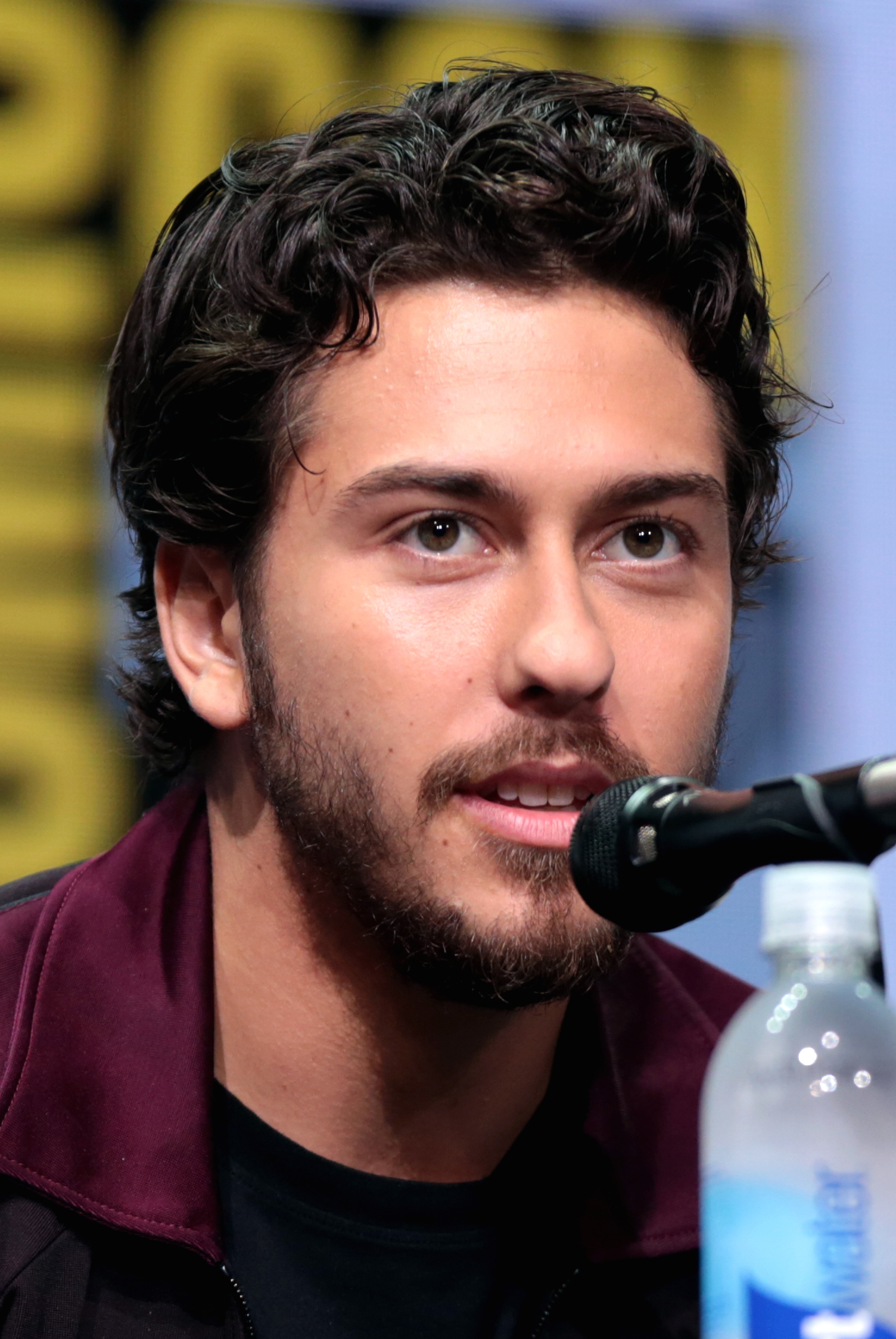
Nat Wolff interprète Teddy.
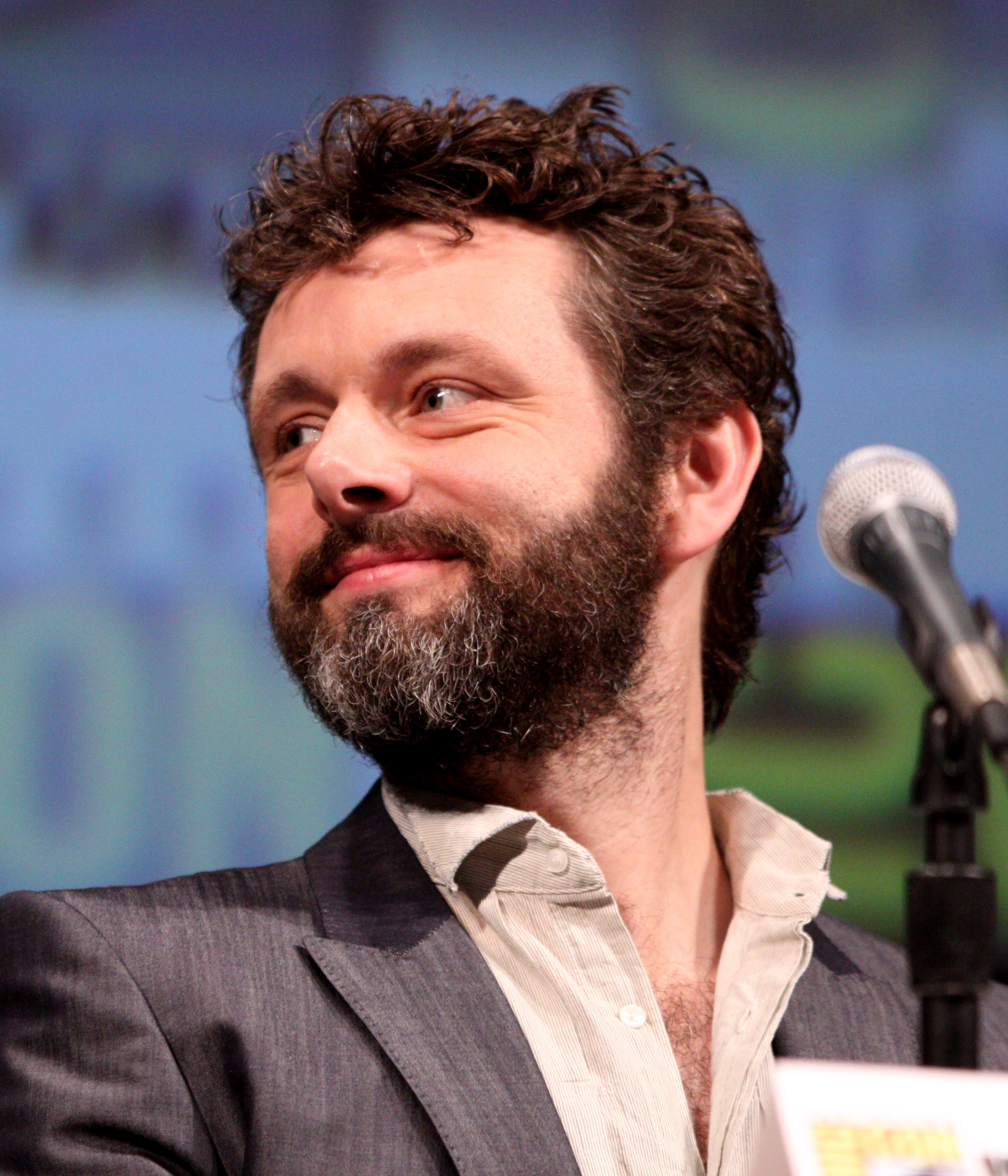
Michael Sheen interprète Austen.

## Accueil

### Accueil critique
Sur l' agrégateur de critiques Rotten Tomatoes, le film a un taux d'approbation de 33% basé sur 123 critiques, avec une note moyenne de 4,8/10. Le consensus critique du site Web se lit comme suit: « Un cœur à prendre rassemble une foule talentueuse de vétérans de la comédie romantique des deux côtés de la caméra - qui ont malheureusement fait un bien meilleur travail ». Sur Metacritic, qui attribue une note moyenne normalisée aux critiques, le film a un score moyen pondéré de 41 sur 100, basé sur 29 critiques, indiquant des "critiques mixtes ou moyennes". Les audiences interrogées par CinemaScore ont donné au film une note moyenne de "B" sur une échelle de A + à F.

### Box-office
Un cœur à prendre a rapporté 27 millions de dollars aux États-Unis et au Canada, et 10,3 millions de dollars dans les autres territoires, pour un total mondial de 37,3 millions de dollars, contre un budget de production de 12 millions de dollars.
En Amérique du Nord, le long-métrage est sorti en même temps que Ça, et devrait rapporter 10 à 12 millions de dollars à 2 940 cinémas lors de son week-end d'ouverture selon les prévisions. Il a fait 300 000 $ en avant-premières le jeudi soir et 3,1 millions de dollars le premier jour. Il a fait ses débuts à 8,6 millions de dollars, terminant deuxième au box-office, derrière Ça et 123 millions de dollars pour son démarrage. Pour son deuxième week-end en salles , le film a chuté de 38% avec 5,3 millions de dollars , en terminant quatrième, derrière Ça et les nouvelles sorties, American Assassin et Mother!.